# Orgoglio
Il termine orgoglio si riferisce ad un forte senso di autostima e fiducia nelle proprie capacità, unito alla gratificazione conseguente all'affermazione di sé, di un proprio importante risultato, o di quello di un gruppo con cui ci si identifica. L'orgoglio viene anche riferito al rifiutarsi di farsi derubare dei propri meriti - dei propri diritti - o denigrare per i propri difetti.
L'orgoglio smodato prende il nome di superbia, mentre un orgoglio immotivato si può ricondurre alla vanità e all'arroganza.

## Descrizione
L'orgoglio è un'emozione interiormente diretta che porta due significati antitetici. Con una connotazione negativa, l'orgoglio si riferisce a un senso stupidamente e irrazionalmente corrotto del valore personale, dello stato o delle conquiste personali, usati come sinonimo di hybris. Con una connotazione positiva, l'orgoglio si riferisce ad un umile e contenuto senso di attaccamento verso le proprie o altrui scelte e azioni, o verso un intero gruppo di persone, ed è un prodotto di lode, auto-riflessione indipendente e un senso di appartenenza soddisfatto.
Filosofi e psicologi sociali hanno osservato che l'orgoglio è un'emozione secondaria complessa che richiede lo sviluppo di un senso di sé e la padronanza di distinzioni concettuali rilevanti (ad esempio che l'orgoglio è distinto dalla felicità e dalla gioia) attraverso l'interazione basata sul linguaggio con gli altri. Alcuni psicologi sociali identificano l'espressione non verbale dell'orgoglio come mezzo per inviare un segnale funzionale, automaticamente percepito, di alto status sociale. Al contrario, l'orgoglio potrebbe anche essere definito come un basso disaccordo con la verità. Una definizione di orgoglio nel senso precedente viene da Meher Baba: "L'orgoglio è il sentimento specifico attraverso il quale si manifesta l'egoismo".
L'orgoglio a volte è visto come corrotto o come vizio, a volte come appropriato o come virtù. Mentre alcuni filosofi come Aristotele (e George Bernard Shaw) considerano l'orgoglio (ma non la hybris) una virtù profonda, alcune religioni del mondo considerano il peccato una forma fraudolenta dell'orgoglio, come è espresso in Proverbi 11: 2 della Bibbia ebraica. Considerata una virtù, l'orgoglio delle proprie abilità è noto come orgoglio virtuoso, grandezza dell'anima o magnanimità, ma quando viene visto come un vizio è spesso noto come auto-idolatria, disprezzo sadico, vanità o vanagloria. L'orgoglio può anche manifestarsi come un'alta opinione della propria nazione (orgoglio nazionale) ed etnia (orgoglio etnico).

## In filosofia
Aristotele identificò l'orgoglio (megalopsuchia, variamente tradotto come vero orgoglio, grandezza dell'anima e magnanimità) come la corona delle virtù, distinguendolo dalla vanità, dalla temperanza e dall'umiltà, quindi:
Quindi conclude:
Al contrario, Aristotele definì il vizio di hybris come segue:
Così, anche se l'orgoglio e l'arroganza sono spesso considerati la stessa cosa, per Aristotele e molti filosofi, l'hybris è una cosa completamente diversa dall'orgoglio.

## In psicologia
In termini psicologici, l'orgoglio positivo è "un'emozione piacevole, a volte esilarante, che deriva da un'autovalutazione positiva". È stato aggiunto da Tracy et al. al set delle espressioni emotive dell'Università della California, Davis (UCDSEE) nel 2009, come una delle tre emozioni "autocoscienti" che hanno espressioni riconoscibili (insieme a imbarazzo e vergogna).
Il termine "fiero" è stato introdotto nella letteratura scientifica dalla psicologa italiana Isabella Poggi, per descrivere l'orgoglio vissuto ed espresso nei momenti successivi a un trionfo personale sulle avversità. Le espressioni facciali e i gesti che dimostrano l'orgoglio possono comportare il sollevamento del mento, dei sorrisi o delle braccia sui fianchi per dimostrare la vittoria. Le persone possono implicitamente concedere lo status agli altri basandosi unicamente sulla loro espressione di orgoglio, anche nei casi in cui desiderano evitare di farlo. In effetti, alcuni studi dimostrano che l'espressione non verbale dell'orgoglio trasmette un messaggio che viene automaticamente percepito dagli altri sullo stato sociale elevato di una persona in un gruppo.
Comportamentalmente, l'orgoglio può anche essere espresso adottando una postura espansa in cui la testa è inclinata all'indietro e le braccia distese dal corpo. Questo display posturale è innato, come è mostrato in individui congenitamente ciechi che non hanno avuto l'opportunità di vederlo in altri.
Una comune comprensione dell'orgoglio è che risulta dalla soddisfazione autodiretta nel raggiungere gli obiettivi personali; per esempio, Weiner et al. hanno postulato che i risultati positivi della performance suscitano orgoglio in un individuo quando l'evento viene valutato come se fosse stato causato da lui solo. Inoltre, Oveis et al. concettualizzano l'orgoglio come esibizione del sé forte che promuove sentimenti di somiglianza con gli altri forti, così come la differenziazione da altri deboli. Visto in questa luce, l'orgoglio può essere concettualizzato come un'emozione che aumenta la gerarchia, poiché la sua esperienza e il suo display aiutano a liberare i negoziati di conflitto.
L'orgoglio coinvolge il piacere esaltato e una sensazione di realizzazione. È collegato a "comportamenti e risultati positivi nell'area in cui l'individuo è orgoglioso" (Weiner, 1985). L'orgoglio è generalmente associato a comportamenti sociali positivi come l'aiutare gli altri. Insieme alla speranza, è anche spesso descritto come un'emozione che facilita il raggiungimento delle prestazioni, in quanto può aiutare a innescare e sostenere lo sforzo mirato e appetitivo per prepararsi ai prossimi eventi valutativi. Può anche aiutare a migliorare la qualità e la flessibilità dello sforzo richiesto (Fredrickson, 2001). Secondo Bagozzi et al., L'orgoglio può avere i benefici positivi di migliorare la creatività, la produttività e l'altruismo. Ad esempio, è stato riscontrato che, in termini di risultati scolastici, l'orgoglio è associato a una valutazione scolastica più elevata in ambienti socioeconomici svantaggiati, mentre nei quartieri più avvantaggiati, l'orgoglio è associato a una valutazione scolastica inferiore.

### Psicologia economica
Nel campo della psicologia economica, l'orgoglio è concettualizzato in uno spettro che va dal "giusto orgoglio", associato a realizzazioni autentiche, al "falso orgoglio", che può essere disadattivo o addirittura patologico. Lea et al. hanno esaminato il ruolo dell'orgoglio in varie situazioni economiche e sostengono che in tutti i casi l'orgoglio è coinvolto perché le decisioni economiche non sono prese isolatamente l'una dall'altra, ma sono collegate tra loro dall'individualità delle persone che le prendono. Compreso in questo modo, l'orgoglio è uno stato emotivo che lavora per garantire che le persone prendano decisioni finanziarie che sono nei loro interessi a lungo termine, anche quando a breve termine sembrerebbero irrazionali.

### Orgoglio e autostima
L'autostima esagerata è chiamata "orgoglio". La teologia cristiana classica considera l'orgoglio come il risultato di un'alta stima di sé, e quindi l'alta autostima era considerata il problema umano primario, ma a partire dal XX secolo, la psicologia umanistica diagnosticò il problema umano primario come bassa autostima derivante da una mancanza di fiducia nel "vero valore". Carl Rogers osservò che la maggior parte della gente "si considerava priva di valore e non amabile". Pertanto, mancante di autostima.
Lo scrittore Terry Cooper ha concettualizzato nel 2003 l'eccessivo orgoglio (insieme alla bassa autostima) come un paradigma importante nel descrivere la condizione umana. Egli esamina e confronta la convinzione agostiniana-niebuhriana secondo cui l'orgoglio è primario, il concetto femminista di orgoglio come assente nell'esperienza delle donne, la posizione psicologica umanistica secondo cui l'orgoglio non spiega in modo adeguato l'esperienza di alcuno, e l'idea della psicologia umanistica che se l'orgoglio emerge, è sempre un falso fronte progettato per proteggere un sé sottovalutato.
Cooper ritiene che il lavoro di alcuni psicoanalisti neo-freudiani, in particolare Karen Horney, offra una promessa nel trattare ciò che definisce una "impasse tra il sé sopravvalutato e sottovalutato" (Cooper, 112-3). Cooper si riferisce al loro lavoro nel descrivere la connessione tra orgoglio religioso e psicologico e il peccato per descrivere come un sistema di orgoglio nevrotico sia alla base di un'apparenza di auto-disprezzo e bassa autostima:
Quindi, l'hybris, che è una forma esagerata di autostima, a volte è in realtà una bugia usata per coprire la mancanza di autostima.
Nella Bibbia di Re Giacomo, quelle persone che mostrano eccessi di orgoglio sono etichettate con il termine alquanto arcaico, "altero".